# Ломбарди, Кристиано
Кристиа́но Ломба́рди (итал. Cristiano Lombardi; 19 августа 1995, Витербо, Италия) — итальянский футболист, нападающий.

## Карьера
Воспитанник «Лацио». В 2014 году стал появляться в заявке клуба, однако на поле не выходил. В июле 2014 года был отдан в аренду на сезон в клуб «Трапани». 13 сентября 2014 года дебютировал в Серии B в поединке против «Читтаделлы». Игроком основы стать не смог, сыграл всего 12 встреч, в большинстве из них выходил на замену.
31 августа 2015 года, перед началом сезона 2015/2016 был отдан в аренду в клуб «Анкона», выступавший в Лиге Про, бывшей Серии С. Был основным игроком команды, сыграл в 35 встречах, забил 4 мяча.
Сезон 2016/17 начал в составе «Лацио». 21 августа 2016 года дебютировал в Серии А в поединке против Аталанты, выйдя в стартовом составе и отличившись уже на 33-й минуте.
В январе 2019 года Ломбарди отправился в аренду в «Венецию».

## Достижения
«Лацио»
- Обладатель Суперкубка Италии: 2017